# Stazione meteorologica di Reggello Vallombrosa
La stazione meteorologica di Reggello Vallombrosa è la stazione meteorologica di riferimento per la località montana di Vallombrosa nel territorio comunale di Reggello.

## Storia
Una prima stazione meteorologica venne attivata presso l'abbazia di Vallombrosa il 2 gennaio 1656 ed effettuò osservazioni fino al 1º gennaio 1668 per la rete meteorologica granducale medicea, realizzata dal granduca Ferdinando II de' Medici nell'ambito dei progetti promossi dall'Accademia del Cimento.
Il moderno osservatorio meteorologico iniziò invece la sua attività nel 1855 con la denominazione di Regio Osservatorio meteorologico forestale di Vallombrosa, trovando ubicazione su un terreno nei pressi della medesima abbazia, dove sorge l'arboreto sperimentale del Corpo Forestale dello Stato, nell'omonima località montana del comune di Reggello, sulle pendici nord-occidentali del Pratomagno lungo il tratto orientale dell'Appennino fiorentino.
Con l'istituzione del Regio Ufficio Centrale di Meteorologia, l'osservatorio meteorologico iniziò a fornire i dati registrati al suddetto ente.
Nel corso del Novecento i dati termo-pluviometrici registrati dalla stazione meteorologica furono pubblicati fino al 1996 negli Annali Idrologici del Compartimento di Pisa per il Ministero dei lavori pubblici.
Con la regionalizzazione del Servizio Idrografico Nazionale, dal 1998 la stazione meteorologica è entrata a far parte della rete del Servizio Idrologico Regionale della Toscana, che dal 2000 ha provveduto ad affiancare alla stazione meteorologica tradizionale (gestita dal Corpo Forestale dello Stato) una stazione meteorologica automatica che fornisce i dati rilevati in tempo reale.

## Dati climatologici 1961-1990
In base alla media trentennale 1961-1990 calcolata dall'ENEA sulla base delle osservazioni meteorologiche effettuate nel medesimo trentennio, la temperatura media del mese più freddo, gennaio, si attesta a +1,3 °C; quella del mese più caldo, luglio, è di +18,7 °C. Le precipitazioni medie annue si attestano a 1 195 mm, mediamente distribuite in 95 giorni di pioggia, con un elevato picco in autunno, massimi secondari in inverno e in primavera e minimo relativo in estate.
| Reggello Vallombrosa (1961-1990) | Mesi | Mesi | Mesi | Mesi | Mesi | Mesi | Mesi | Mesi | Mesi | Mesi | Mesi | Mesi | Stagioni | Stagioni | Stagioni | Stagioni | Anno  |
| Reggello Vallombrosa (1961-1990) | Gen  | Feb  | Mar  | Apr  | Mag  | Giu  | Lug  | Ago  | Set  | Ott  | Nov  | Dic  | Inv      | Pri      | Est      | Aut      | Anno  |
| -------------------------------- | ---- | ---- | ---- | ---- | ---- | ---- | ---- | ---- | ---- | ---- | ---- | ---- | -------- | -------- | -------- | -------- | ----- |
| T. max. media (°C)               | 3,9  | 5,1  | 7,8  | 11,4 | 15,8 | 19,8 | 23,0 | 22,7 | 19,3 | 13,9 | 8,8  | 5,6  | 4,9      | 11,7     | 21,8     | 14,0     | 13,1  |
| T. min. media (°C)               | −1,4 | −0,7 | 1,6  | 5,0  | 8,6  | 12,0 | 14,4 | 14,0 | 11,9 | 7,7  | 3,4  | 0,7  | −0,5     | 5,1      | 13,5     | 7,7      | 6,4   |
| Precipitazioni (mm)              | 102  | 73   | 113  | 102  | 79   | 74   | 61   | 34   | 84   | 164  | 185  | 124  | 299      | 294      | 169      | 433      | 1 195 |
| Giorni di pioggia                | 10   | 7    | 9    | 9    | 7    | 8    | 5    | 4    | 5    | 9    | 12   | 10   | 27       | 25       | 17       | 26       | 95    |

## Temperature estreme mensili dal 1881 ad oggi
Nella tabella sottostante sono riportate le temperature massime e minime assolute mensili, stagionali ed annuali dal 1881 ad oggi, con il relativo anno in cui si queste si sono registrate; la serie storica esaminata risulta lacunosa nel periodo bellico tra il 1927 e il 1928 e tra il 1944 e il 1948, mentre alcuni dati errati riportati negli annali idrologici sono stati eliminati quando ritenuti incompatibili in base alle temperature contemporaneamente registrate dalle altre stazioni meteorologiche e alle carte di reanalisi.
La temperatura massima assoluta del periodo esaminato è stata di +34,5 °C ed è stata registrata il 19 agosto 1943, mentre la temperatura minima assoluta è stata di -15,6 °C e risale all'8 gennaio 1985.
| Reggello Vallombrosa (1881-2023) | Mesi         | Mesi         | Mesi         | Mesi        | Mesi        | Mesi        | Mesi        | Mesi        | Mesi        | Mesi        | Mesi        | Mesi         | Stagioni | Stagioni | Stagioni | Stagioni | Anno  |
| Reggello Vallombrosa (1881-2023) | Gen          | Feb          | Mar          | Apr         | Mag         | Giu         | Lug         | Ago         | Set         | Ott         | Nov         | Dic          | Inv      | Pri      | Est      | Aut      | Anno  |
| -------------------------------- | ------------ | ------------ | ------------ | ----------- | ----------- | ----------- | ----------- | ----------- | ----------- | ----------- | ----------- | ------------ | -------- | -------- | -------- | -------- | ----- |
| T. max. assoluta (°C)            | 16,5 (1932)  | 20,0 (1950)  | 20,0 (1950)  | 24,8 (1949) | 26,7 (2009) | 32,0 (1935) | 33,0 (1952) | 34,5 (1943) | 31,0 (1949) | 25,1 (1942) | 20,0 (1938) | 16,0 (1954)  | 20,0     | 26,7     | 34,5     | 31,0     | 34,5  |
| T. min. assoluta (°C)            | −15,6 (1985) | −15,0 (1956) | −12,6 (2005) | −6,4 (2003) | −3,2 (1973) | 1,0 (1881)  | 5,5 (1938)  | 5,0 (1963)  | 0,7 (1977)  | −5,0 (1941) | −7,9 (1971) | −12,0 (1939) | −15,6    | −12,6    | 1,0      | −7,9     | −15,6 |